# Philodromus corticinus
Philodromus corticinus este o specie de păianjeni din genul Philodromus, familia Philodromidae. A fost descrisă pentru prima dată de C. L. Koch, 1837. Conform Catalogue of Life specia Philodromus corticinus nu are subspecii cunoscute.